# لئونیداس دا سیلوا
لئونیداس دا سیلوا با نام کامل (به پرتغالی: Leônidas da Silva) بازیکن فوتبال در پست مهاجم اهل برزیل که در شهر ریودو ژانیرو و در تاریخ ۶ سپتامبر ۱۹۱۳ به دنیا آمده و اولین بازیکن تاریخ فوتبال جهان است که گل برگردان به ثمر رسانده و نامش را در تاریخ فوتبال جاودانه کرده است.

## باشگاهی
دا سیلوا در تیم‌های فوتبال سائوپائولو، فلامینگو، پنیارول، واسکو دوگاما و بوتافوگو سابقهٔ حضور دارد.

## تیم ملی
این بازیکن همچنین ۱۹ بار در سال ۱۹۳۲ – ۱۹۴۶ برای تیم ملی فوتبال برزیل به میدان رفته‌است و طی این مدت ۲۱ گل به ثمر رسانده‌است.